# Индустријска зона I (Катанцаро)
Индустријска зона I је насеље у Италији у округу Катанцаро, региону Калабрија.
Према процени из 2011. у насељу је живело 5 становника. Насеље се налази на надморској висини од 6 м.